# Austrosimulium dumbletoni
Austrosimulium dumbletoni är en tvåvingeart som beskrevs av Crosby 1976. Austrosimulium dumbletoni ingår i släktet Austrosimulium och familjen knott. Inga underarter finns listade i Catalogue of Life.